# Bryndzové halušky
El Bryndzové halušky (Slovak: [ˈBrin.d͡zovɛː ˈɦaluʃki]) és una massa amb formatge d'ovella que ha esdevingut un dels plats nacionals a Eslovàquia. Aquest menjar consisteix en halušky (grumolls bullits de massa de patata d'aspecte similar als nyoquis) i bryndza (un formatge tendre d'ovella), opcionalment esquitxat amb trossos de greix de porc fumat o cansalada.
Tradicionalment es beu Žinčica amb aquest menjar. Hi ha un festival anual bryndzové halušky a Turecká que compta amb un concurs de menjar.